# Shoefiti

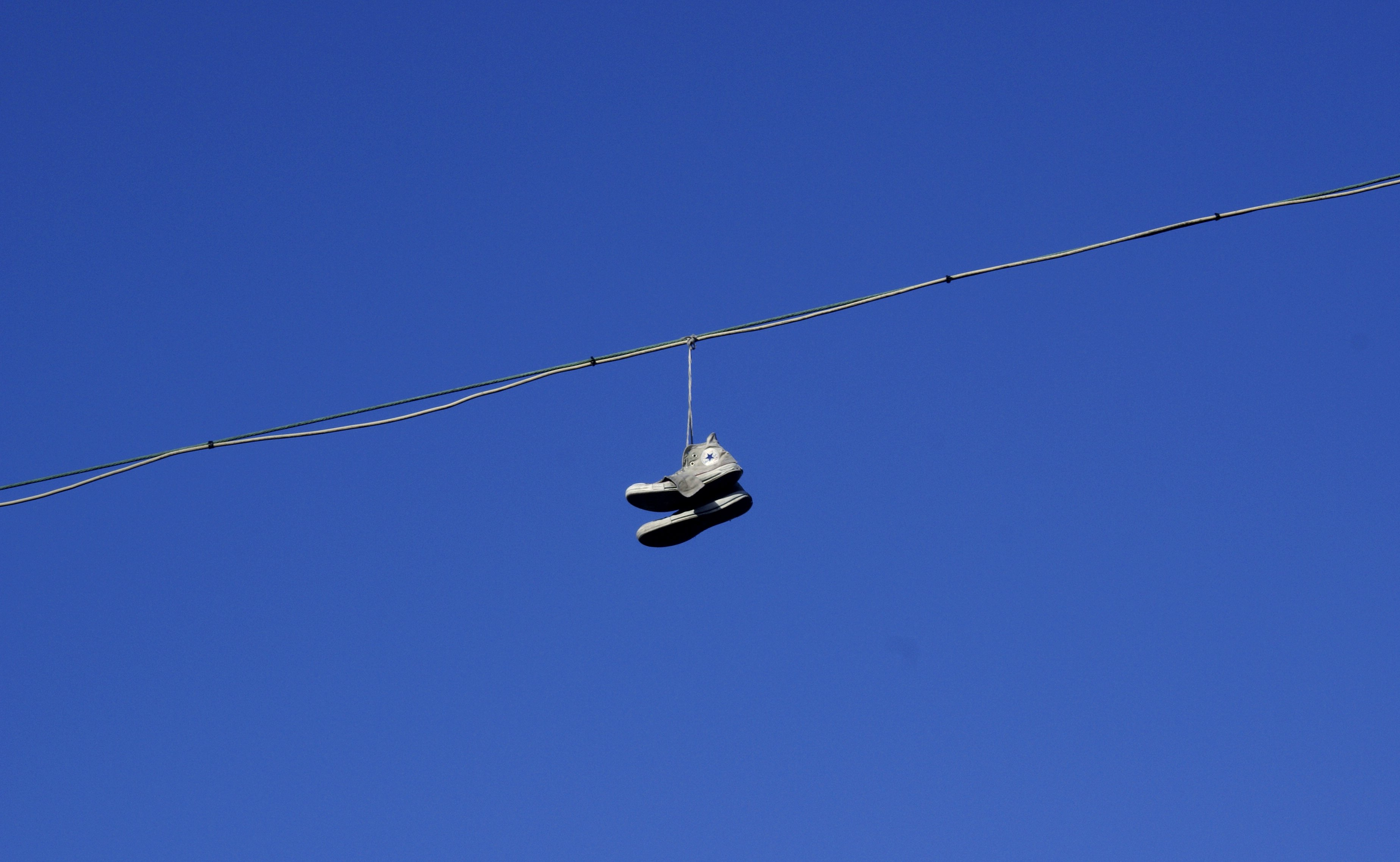
Über eine Telefonleitung gehängte Schuhe in Göteborg, Schweden (2008)

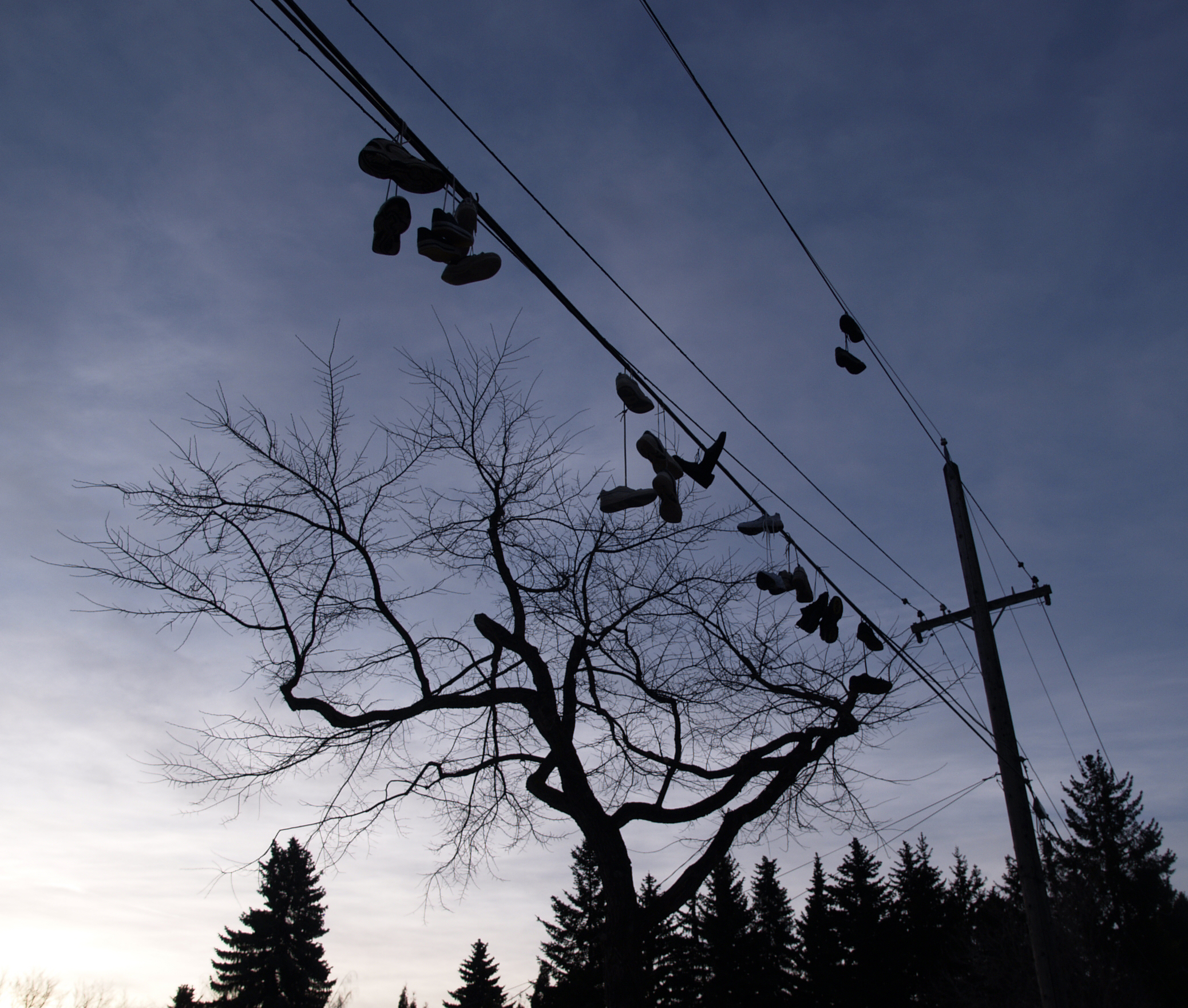
Schuhpaare in Edmonton, Kanada (2005)

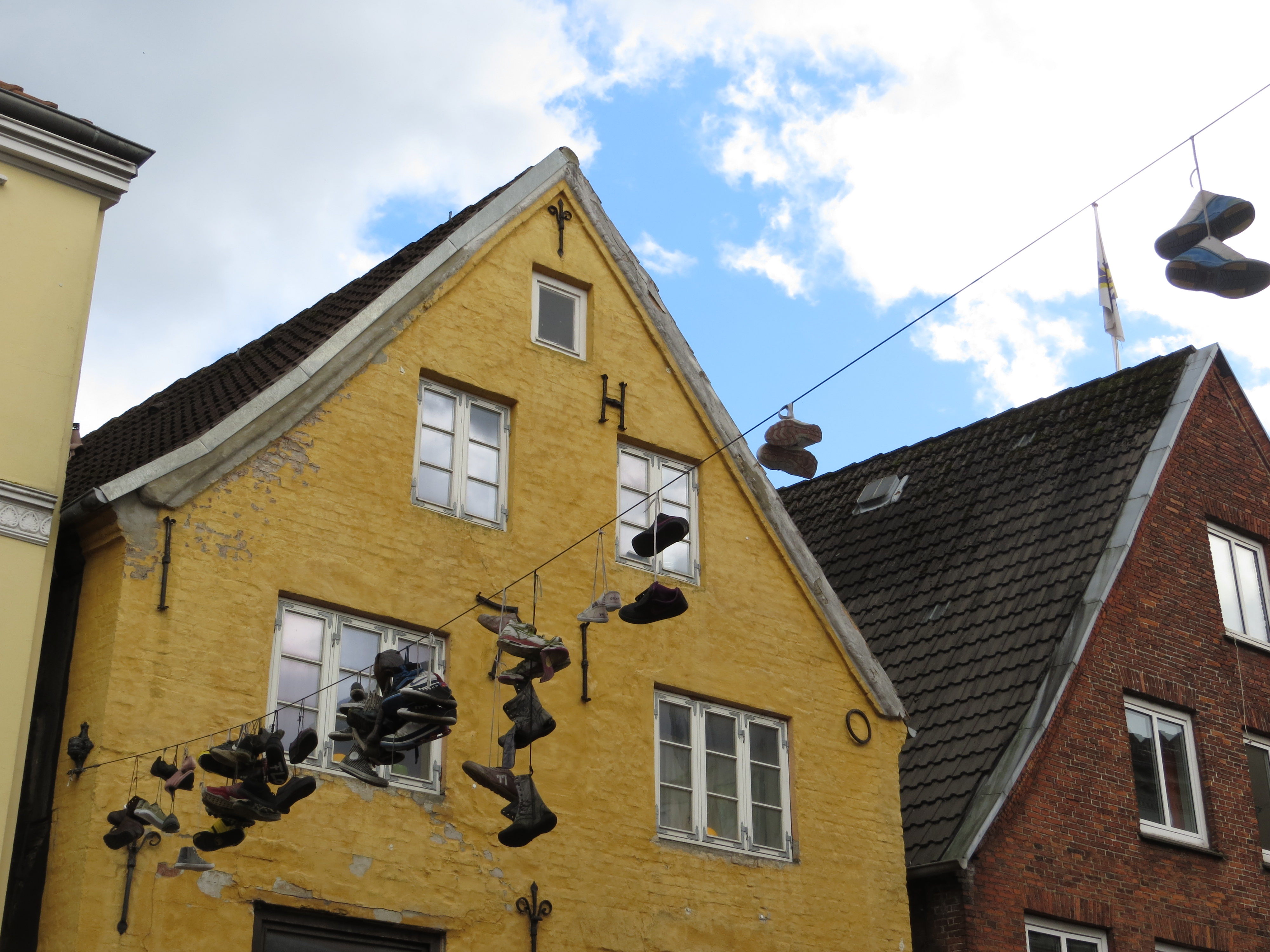
Hängende Schuhe in der Norderstraße in der Flensburger Innenstadt

Der Begriff Shoefiti (von engl. shoe – Schuh und graffiti – Graffiti) benennt innerhalb der Straßenkunst das Phänomen, dass Paare von Schuhen zusammengebunden über Äste, Leinen, Kabel oder dergleichen geworfen wurden.

## Geschichte
Es gibt unterschiedliche Behauptungen, wie Shoefiti entstand. Der Trend soll aus Schottland oder den Vereinigten Staaten stammen. Im Stadtteil Bronx von New York sollen baumelnde Schuhe ein Drogengebiet markiert haben und Straßengangs sollen Schuhe an Orten hinterlassen haben, an dem eines ihrer Mitglieder getötet wurde.
Auch in Deutschland war dieses Phänomen zu beobachten. In der Norderstraße in Flensburg, wo mehrere Leinen über die Straße gespannt sind, wurde das Phänomen ungefähr seit dem Jahr 2005 beobachtet. Hier soll das Phänomen dadurch entstanden sein, dass die Kunden eines Skatershops nach Kauf neuer Sneaker ihre alten Schuhe zurückließen und der Ladenbesitzer sie über die Leinen warf. Sein Nachbar vom St.-Pauli-Fanshop soll sich bald darauf angeschlossen haben.
Einige Legenden aus dem Ergebnis eines Schreibwettbewerbes wurden in dem Buch Das Geheimnis der hängenden Schuhe gesammelt. Die Schuhe der Norderstraße wurden zu einer Sehenswürdigkeit der Stadt und einem beliebten Fotomotiv.